# Черкаський багатопрофільний молодіжний центр
Позашкільний навчальний заклад "Багатопрофільний молодіжний центр" Черкаської міської ради (далі – Центр) – об'єднання 20-ти дитячо-юнацьких клубів за місцем проживання, створений у 1993 році.
Основні завдання Центру, як складової позашкільної освіти
- виховання громадянина України,
- вільний розвиток особистості та формування її соціально-громадського досвіду,
- виховання у дітей любові до України, поваги до народних звичаїв, традицій,
- створення умов для творчого, інтелектуального, духовного, фізичного розвитку вихованців,
- задоволення освітньо - культурних потреб, які не забезпечують іншими складовими структури позашкільної освіти,
- організація дозвілля вихованців, пошук його нових форм.

Освітня діяльність Центру здійснюється за наступними відділами
- декоративно-прикладної творчості,
- хореографічного мистецтва,
- спортивної роботи,
- гуманітарного розвитку.

У Центрі щороку понад 1700 маленьких та юних жителів міста Черкаси віком від 5 до 23 років відвідують гуртки, студії та секції  художньо-естетичного, фізкультурно-спортивного, гуманітарного, соціально-гуманітарного, еколого-натуралістичного та науково-технічного напрямів. Діти і підлітки за власним бажанням обирають напрямок навчання, а також мають можливість переходити із одного гуртка в інший.
Вихованці Центру є постійними учасниками та переможцями міських, обласних, всеукраїнських та міжнародних конкурсів, змагань, фестивалів.
Освітній процес здійснюють керівники гуртків, студій та секцій, які мають відповідну фахову освіту та багатий досвід педагогічної діяльності. Педагоги проводять майстер-класи з декоративно-прикладного мистецтва, спортивні змагання, які спрямовані на розвиток творчих здібностей вихованців, розвиток зацікавленості в результатах навчання, залучення до активних занять фізичною культурою та спортом, відволікання дітей та підлітків від негативних явищ.
Результатами роботи педагогічних працівників закладу є участь та перемоги вихованців у знаних конкурсах, змаганнях та фестивалях.

## Гуртки, секції, творчі колективи Центру
- Клуб «Промінь» — студія декоративно-прикладного мистецтва "ДекорАрт";
- Клуб «Юність» — Зразковий художній колектив "Вернісаж" (робота із солоним тістом, гіпсом, декорування виробів, малювання),  "Вухатий друг" (спорт із собаками);
- Клуб «Лада» — Народний художній колектив "Театр танцю «ТАІР» [Архівовано 4 березня 2016 у Wayback Machine.];
- Клуб «Данко» — "Атлетична гімнастика";
- Клуб «Гончарик» — ;
- Клуб «Коло друзів» — Зразкова художня студія "У колі друзів" (вивчення англійської мови в ігровій формі);
- Клуб «Дніпро» — "Настільний теніс", "Атлетична гімнастика";
- Клуб «Товариш» — Зразковий художній колектив "Креативики" (робота з папером);
- Клуб «Надія» — "Школа юних модельєрів" (пошив одягу для ляльок);
- Клуб «Романтик» — студія декоративно-прикладного мистецтва "Творче коло", "Сувенірна майстерня" (робота з тканиною), "Художнє мистецтво", "Юні флористи";
- Клуб «Сучасник» — "Виготовлення сувенірів","Школа юних модельєрів" (пошив одягу для ляльок), "Майстерня чудес" (художнє мистецтво", "Забавка" (декоративно-ужиткове мистецтво);
- Клуб «Ровесник» — студія декоративно-прикладного мистецтва "Сходинки" (малювання), студія сучасного танцю «ALL DANCE», "Кераміка" (ліплення з глини);
- Клуб «Юніор» — "Паперопластика" (робота з папером), арт-студія "Чарівна майстерня" (робота з пластиліном, виготовлення пап’є-маше); танцювальна студія "Свій Стиль";
- Клуб «Олімпійські надії» — ;
- Клуб «Усмішка» — "Мистецтво нашого народу" (декоративно-ужиткове мистецтво),  "Крок до успіху" (психологія);
- Клуб «Аполлон» — гурток образотворчого мистецтва, "Майстерня в’язання"(в’язання гачком);
- Клуб «Вікторія» — "Армспорт" (боротьба за армстолом);
- Клуб «Сузір'я» — "Пізнайки" (підготовка дітей до школи), студія декоративно-прикладного мистецтва "Сходинки" (малювання);
- Клуб «Мрія» — Зразковий художній колектив "Дивосвіт" (робота з папером, оригамі);
- Міський центр розвитку — Народний художній колектив "Вікторія" (сучасні танці);
- Шаховий клуб "Дебют" — "Шахи";
- Психологічна арт-студія "Майстерня позитиву" — гурток дитячого фітнесу «Fitball jamp», "Арт-Джерело" (нетрадиційні напрями образотворчої діяльності).